# Верхний Чов
Верхний Чов — местечко в Сыктывкаре, бывший посёлок, расположено на северо-западной окраине в стороне от центра города.

## Этимология
По одной версии — происходит от Чöв (с коми-зыр. — «тихий», «молчаливый»). По другой версии — происходит от Чой (с коми-зыр. — «гора, пригорок, горка, крутой спуск, подъём на дороге»). Вылыс (с коми-зыр. — «верхний») — обозначает расположение относительно реки и Нижнего Чова. В обоих версиях название населённый пункт получил по реке Човъю, левого притока Вычегды.
В XV веке упоминается «речка Чолва с куриями». Современная Човъю впадает в Вычегду через проток Сертполой. Возможно один из протоков, курий и рукавов Вычегды назывался Чолва (с коми-зыр. — «тихая вода», «тихая заводь»). Река, впадающая в эту заводь, получила то же название: Чолва (с коми-зыр. — «тихая вода»), Човъю (с коми-зыр. — «тихая река»).
Аналогично Човъю — «река, протекающая возле возвышенности, пригорка». Полностью название местечка можно интерпретировать как «место на тихой реке», «место на реке, протекающей возле возвышенности» либо «место над рекой на пригорке».

## История
В первой половине XVIII века на реке Човью имелся винокуренный завод, принадлежавший усть-сысольским купцам Сухановым. В документе конца XVIII века сообщалось, что «в конце города Усть-Сысольска находятся 2 реки — Дырнос и Челваель, на которых 2 обывательские мучные мельницы».
Населённые пункты в районе Чова возникли в XIX веке.
Согласно Первой всеобщей переписи населения Российской империи, в 1897 году зафиксирована прилегающая к городу пригородная слободка Чов (Чев), где жили 42 человека.
Располагавшиеся в районе нынешних Нижнего и Верхнего Чова земли в начале XX века принадлежали усть-сысольским купеческим семьям Кузьбожевых, Забоевых и Оплесниных.
6 октября 1902 года земство открыло практическую сельскохозяйственную ферму в Верхнем Чове, где проводились опыты для выявления необходимых улучшений в местном сельском хозяйстве; там же мальчики обучались различным техническим приёмам землепашества, травосеяния, огородничества, животноводства.
19 февраля 1928 года открылась гидроэлектростанция с мельницей в совхозе «Верхний Чов».
25 ноября 1932 года была введена в эксплуатацию электростанция при исправительно-трудовой колонии в посёлке Верхний Чов.
В 1935 году была организована столярная мастерская Верхне-Човской ИТК НКВД Коми АССР.
В 1941 году в Верхнем Чове была пущена новая локомобильная электростанция.
1 декабря 1942 — пущен ещё один локомобиль на электростанции в Верхнем Чове.
В декабре 1968 года был создан Эжвинский район Сыктывкара, в который вошёл посёлок Верхний Чов.
6 марта 1987 года Верхний Чов был включён в состав Сыктывкара.
В июне 2018 года Верхнему Чову был присвоен тип планировочной структуры «микрорайон», однако в качестве названия было утверждено «местечко Верхний Чов». С этого момента Верхний Чов окончательно перестал быть посёлком в составе Сыктывкара.

## Органы местного самоуправления
11 августа 2020 — утверждено Положение о городовом местечка Верхний Чов.
Согласно Положению городовой избирается для организации взаимодействия органов местного самоуправления и жителей местечка Верхний Чов по решению вопросов местного значения.
26 сентября 2020 — городовым сроком на два года избрана Ольга Владимировна Титова, работник Социально-реабилитационного центра для несовершеннолетних города Сыктывкара, в сентябре 2022 г. переизбрана на новый срок.

## Образование
На территории Верхнего Чова находится детский сад № 21, общеобразовательная школа № 8, Социально-реабилитационный центр для несовершеннолетних детей.
Детский сад № 21 создан в 1980 году под ведомством Учреждения 34/1 Управления исправительно-трудовых учреждений МВД Коми АССР, а через четыре года передан в подчинение лечебно-трудового профилактория и только потом в ведомство дошкольных учреждений.
Общеобразовательная школа № 8 открыта в 1986 году. Дети обучаются до 9 класса. Количество учащихся — 120 детей (на 2017 год).

## Культура
С 2016 года в поселке функционирует филиал библиотеки, а также филиал муниципального автономного учреждения культуры "Центр досуга и кино «Октябрь». Оба филиала находятся в доме № 64.

## Здравоохранение
На территории Верхнего Чова существовал лечебно-трудовой профилакторий.
Жителей Верхнего Чова обслуживает поликлиника с участковым врачом и педиатром. Относятся к Поликлинике № 1 и Детской поликлинике № 3. Существовала аптека, но её закрыли из-за нерентабельности.

## Храмы и кладбища
На территории местечка находятся два кладбища:
- Верхнечовское кладбище — ограниченно действующее кладбище. Новые захоронения производятся только на родственных участках.
- Новое Верхнечовское кладбище — действующее кладбище. На территории расположена церковь Сошествия Святого Духа, построенная в 2012 году[6].

## Экономика

### Промышленность
Промышленные предприятия:
- АО «Комитекс» — производитель нетканых материалов и синтетических волокон, создан в 1979 году;
- ООО «Комитекс Лин» — производитель линолеума;
- ООО «Лузалес» — лесозаготовительное и деревообрабатывающее предприятие, работает с 1999 года.

### Транспорт
Из Верхнего Чова в Сыктывкар курсирует автобус № 24. Из Верхнего Чова в Эжвинский район курсирует автобус № 21.
Вблизи от Верхнего Чова проходят железнодорожные пути. В 4-5 километрах расположена железнодорожная станция Човью.

#### Улицы
В Верхнем Чове всего одна улица — 2-я Промышленная. При этом в качестве адресного объекта для почтового адреса используется наименование «посёлок Верхний Чов, № дома».
1-я Промышленная соединяет местечко с трассой на Эжву через местечко Човью, а на 2-й Промышленной находится основные здания и сооружения. В Верхнем Чове около 40 жилых домов, а также порядка 10 заброшенных зданий.

## Исправительные учреждения
- ФКУ СИЗО № 1 УФСИН России по Республике Коми — одно из старейших учреждений уголовно-исполнительной системы Коми[6].
- Исправительная колония строгого режима ФКУ ИК-25 УФСИН России по Республике Коми — предназначена для тех, кто осуждён впервые. Работает с 11 ноября 1969.
- Исправительная колония строгого режима ФКУ ИК-1 УФСИН России по Республике Коми. Существует с 20 марта 1925. В 1990 году в ИК-1 прошли съёмки фильма «…По прозвищу „Зверь“» (режиссёр А. Муратов)[6].

Также здесь располагается Управление по конвоированию.

## Воинские части
На территории местечка находится войсковая часть 5134 ВВ МВД РФ (Верхнечовский гарнизон).